# Phthiracarus pandus
Phthiracarus pandus är en kvalsterart som beskrevs av Wojciech Niedbała 2004. Phthiracarus pandus ingår i släktet Phthiracarus och familjen Phthiracaridae. Inga underarter finns listade i Catalogue of Life.